# Zápas o titul mistryně světa v šachu 1953
Třetí zápas o titul mistryně světa v šachu a první po 2. světové válce zahájil éru, kdy se o titul bojovalo tímto způsobem stejně jako tomu bylo zvykem v případě mužů. Zápas se uskutečnil od 15. srpna do 20. září roku 1953 v Leningradě v Sovětském svazu. Mistryně světa Ljudmila Ruděnková se střetla s vyzývatelkou Jelizavetou Bykovovou. Hrálo se v domě pracujících tělovýchovy v ulici Chalturina č. 22. Hlavní rozhodčí byla Vera Čudovová, sekundantem vyzývatelky Michail Judovič a sekundantem mistryně světa Alexandr Toluš. Po polovině zápasu vedla vyzývatelka 4,5:2,5, ale díky výhrám v 9. a 10. partii mistryně světa vyrovnala. Závěr však patřil Bykovové a ta se tak po výhře 8:6 stala 3. mistryní světa. Ze 14 partií jen dvě skončily remízou.

## Tabulka
| č. | Šachistka           | Země          | 1 | 2 | 3 | 4 | 5 | 6 | 7 | 8 | 9 | 10 | 11 | 12 | 13 | 14 |  | + | − | = | Body |
| -- | ------------------- | ------------- | - | - | - | - | - | - | - | - | - | -- | -- | -- | -- | -- |  | - | - | - | ---- |
| 1  | Ljudmila Ruděnková  | Sovětský svaz | 1 | 1 | 0 | 0 | ½ | 0 | 0 | ½ | 1 | 1  | 0  | 0  | 1  | 0  |  | 5 | 7 | 2 | 6    |
| 2  | Jelizaveta Bykovová | Sovětský svaz | 0 | 0 | 1 | 1 | ½ | 1 | 1 | ½ | 0 | 0  | 1  | 1  | 0  | 1  |  | 7 | 5 | 2 | 8    |